# Donuca saturatior
Donuca saturatior är en fjärilsart som beskrevs av Walker 1858. Donuca saturatior ingår i släktet Donuca och familjen nattflyn. Inga underarter finns listade i Catalogue of Life.